# Pripor-Nunatak
Der Pripor-Nunatak (englisch; bulgarisch нунатак Припор nunatak Pripor) ist ein 250 m hoher sowie in nordost-südwestlicher Ausrichtung 3 km langer und 600 m breiter Nunatak an der Südwestseite der Lassus Mountains auf der Alexander-I.-Insel westlich der Antarktischen Halbinsel. Er ragt 4 km südsüdöstlich des Faulkner-Nunataks, 3,86 km südwestlich des Beagle Peak und 8,23 km nordwestlich des Mount Morley auf. Seine Südsüdostseite ist hablmondförmig, seine steilen Nordwesthänge sind größtenteils unvereist. Die Lasarew-Bucht liegt nordwestlich von ihm.
Britische Wissenschaftler kartierten ihn 1971. Die bulgarische Kommission für Antarktische Geographische Namen benannte ihn 2017 nach der antiken Ortschaft Pripor im Südosten Bulgariens.